# İncirlik Cumhuriyet
İncirlik Cumhuriyet ist eine Stadt der türkischen Provinz Adana mit etwa 16.000 Einwohnern im Landkreis Yüreğir etwa 10 km östlich von Adana. Sie besteht aus den Ortschaften Hürriyet, Kemalpaşa und Yeni Mahalle. Die Stadt ist Standort der Incirlik Air Base.
İncirlik (ausgesprochen [indʒiɾˈlik]) heißt auf Türkisch „Feigenhain“.